# Campeonato Sub-17 de la OFC 2017
El Campeonato Sub-17 de la OFC 2017 fue la decimosexta edición de dicho torneo. Tuvo lugar en la Polinesia Francesa, adscrita a la OFC como «Tahití» del 11 al 24 de febrero.
Participaron ocho selecciones: Fiyi, las Islas Salomón, Nueva Caledonia, Nueva Zelanda, Papúa Nueva Guinea, Tahití, Vanuatu y Samoa, que eliminó en la fase de clasificación a las Islas Cook, Samoa Americana y Tonga. Nueva Zelanda obtuvo su séptimo título en la competición al vencer 7-0 a Nueva Caledonia en la final. Por primera vez, tanto el campeón como el subcampeón lograron la clasificación a la Copa Mundial.

## Equipos participantes
| Equipos participantes | Equipos participantes | Equipos participantes | Equipos participantes |
| --------------------- | --------------------- | --------------------- | --------------------- |
| Fiyi                  | Islas Salomón         | Nueva Caledonia       | Nueva Zelanda         |
| Papúa Nueva Guinea    | Samoa                 | Tahití                | Vanuatu               |

## Fase preliminar
Disputada entre el 4 y el 8 de julio de 2016 en Apia, Samoa. La selección local clasificó al torneo.
| Selección       | Pts | PJ | PG | PE | PP | GF | GC | Dif |
| --------------- | --- | -- | -- | -- | -- | -- | -- | --- |
| Samoa           | 7   | 3  | 2  | 1  | 0  | 6  | 1  | 5   |
| Islas Cook      | 6   | 3  | 2  | 0  | 1  | 6  | 5  | 1   |
| Tonga           | 4   | 3  | 1  | 1  | 1  | 5  | 4  | 1   |
| Samoa Americana | 0   | 3  | 0  | 0  | 3  | 1  | 8  | -7  |

| 4 de julio de 2016 | Tonga                                | 2:3 (1:2) | Islas Cook                                     | JS Blatter Stadium, Apia                                |                                                         |
|                    | Faivailo 45' · Tokotaha 90+1' (pen.) | Reporte   | Tomasi 19' (a.g.) · Tiputoa 20' · Ngmateua 89' | Asistencia: 200 espectadores Árbitro(s): Averii Jacques | Asistencia: 200 espectadores Árbitro(s): Averii Jacques |

| 4 de julio de 2016 | Samoa                       | 3:0 (1:0) | Samoa Americana | JS Blatter Stadium, Apia                           |                                                    |
|                    | Sauiluma 4' · Tumua 68' 73' | Reporte   |                 | Asistencia: 500 espectadores Árbitro(s): Amos Anio | Asistencia: 500 espectadores Árbitro(s): Amos Anio |

| 6 de julio de 2016 | Samoa Americana | 1:3 (1:2) | Islas Cook                       | JS Blatter Stadium, Apia                                |                                                         |
|                    | Pouli 30'       | Reporte   | Tiputoa 21' 26' · Ngametua 90+2' | Asistencia: 300 espectadores Árbitro(s): Robinson Banga | Asistencia: 300 espectadores Árbitro(s): Robinson Banga |

| 6 de julio de 2016 | Tonga   | 1:1 (0:1) | Samoa   | JS Blatter Stadium, Apia                                |                                                         |
|                    | Kau 73' | Reporte   | Mano 3' | Asistencia: 350 espectadores Árbitro(s): Mederic Lacour | Asistencia: 350 espectadores Árbitro(s): Mederic Lacour |

| 8 de julio de 2016 | Samoa Americana | 0:2 (0:2) | Tonga              | JS Blatter Stadium, Apia                                |                                                         |
|                    |                 | Reporte   | Kau 11' · Kite 34' | Asistencia: 200 espectadores Árbitro(s): Robinson Banga | Asistencia: 200 espectadores Árbitro(s): Robinson Banga |

| 8 de julio de 2016 | Islas Cook | 0:2 (0:0) | Samoa                       | JS Blatter Stadium, Apia                                |                                                         |
|                    |            | Reporte   | Savelio 90' · Saulima 90+4' | Asistencia: 300 espectadores Árbitro(s): Averii Jacques | Asistencia: 300 espectadores Árbitro(s): Averii Jacques |

## Primera fase

### Grupo A
| Selección          | Pts | PJ | PG | PE | PP | GF | GC | Dif |
| ------------------ | --- | -- | -- | -- | -- | -- | -- | --- |
| Nueva Caledonia    | 7   | 3  | 2  | 1  | 0  | 7  | 5  | 2   |
| Papúa Nueva Guinea | 4   | 3  | 1  | 1  | 1  | 7  | 7  | 0   |
| Tahití             | 4   | 3  | 1  | 1  | 1  | 3  | 3  | 0   |
| Vanuatu            | 1   | 3  | 0  | 1  | 2  | 5  | 7  | -2  |

| 11 de febrero de 2017, 16:00 | Nueva Caledonia                 | 3:2 (2:1) | Papúa Nueva Guinea      | Stade Mahina, Mahina    |                         |
|                              | Gope-Fenepej 5' 31' · Iwa 90+3' | Reporte   | Kapai 35' · Kerobin 64' | Árbitro(s): George Time | Árbitro(s): George Time |

| 11 de febrero de 2017, 19:00 | Tahití   | 1:0 (1:0) | Vanuatu | Stade Mahina, Mahina       |                            |
|                              | Vivi 11' | Reporte   |         | Árbitro(s): Matthew Conger | Árbitro(s): Matthew Conger |

| 14 de febrero de 2017, 16:00 | Papúa Nueva Guinea                      | 3:3 (2:1) | Vanuatu                               | Stade Mahina, Mahina      |                           |
|                              | A. Pukue 16' · Kerobin 45+4' (pen.) 81' | Reporte   | Ngwele 25' · Vanva 55' · Maguekon 83' | Árbitro(s): Hamilton Siau | Árbitro(s): Hamilton Siau |

| 14 de febrero de 2017, 19:00 | Tahití         | 1:1 (1:0) | Nueva Caledonia | Stade Mahina, Mahina     |                          |
|                              | Beaumert 45+3' | Reporte   | Caihe 90+1'     | Árbitro(s): Salesh Chand | Árbitro(s): Salesh Chand |

| 17 de febrero de 2017, 16:00 | Vanuatu                     | 2:3 (0:1) | Nueva Caledonia                                       | Estadio Pater Te Hono Nui, Papeete |                         |
|                              | Tari 84' · Napau 89' (pen.) | Reporte   | Thahnaena 37' · Gope-Fenepej 72' · Wenisso 75' (pen.) | Árbitro(s): George Time            | Árbitro(s): George Time |

| 17 de febrero de 2017, 19:00 | Papúa Nueva Guinea      | 2:1 (0:1) | Tahití      | Estadio Pater Te Hono Nui, Papeete |                            |
|                              | Allen 71' · Simongi 87' | Reporte   | Kaspard 10' | Árbitro(s): Matthew Conger         | Árbitro(s): Matthew Conger |

### Grupo B
| Selección     | Pts | PJ | PG | PE | PP | GF | GC | Dif |
| ------------- | --- | -- | -- | -- | -- | -- | -- | --- |
| Nueva Zelanda | 9   | 3  | 3  | 0  | 0  | 18 | 1  | 17  |
| Islas Salomón | 4   | 3  | 1  | 1  | 1  | 14 | 3  | 11  |
| Fiyi          | 4   | 3  | 1  | 1  | 1  | 4  | 6  | -2  |
| Samoa         | 0   | 3  | 0  | 0  | 3  | 0  | 26 | -26 |

| 12 de febrero de 2017, 16:00 | Samoa | 0:11 (0:5) | Nueva Zelanda                                                                                      | Estadio Pater Te Hono Nui, Papeete |                         |
|                              |       | Reporte    | Spragg 5' 20' 40' 90+4' · Ebbinge 10' · Sinclair 21' · Palmer 67' 70' 90+3' · Whyte 86' · Mata 88' | Árbitro(s): Joel Hopken            | Árbitro(s): Joel Hopken |

| 12 de febrero de 2017, 19:00 | Fiyi   | 1:1 (1:0) | Islas Salomón | Estadio Pater Te Hono Nui, Papeete |                            |
|                              | Dau 3' | Reporte   | Mana 51'      | Árbitro(s): Norbert Hauata         | Árbitro(s): Norbert Hauata |

| 15 de febrero de 2017, 16:00 | Nueva Zelanda            | 2:1 (1:0) | Islas Salomón | Estadio Pater Te Hono Nui, Papeete |                           |
|                              | Williams 3' · Spragg 84' | Reporte   | Kaoni 47'     | Árbitro(s): Kader Zitouni          | Árbitro(s): Kader Zitouni |

| 15 de febrero de 2017, 19:00 | Fiyi                     | 3:0 (2:0) | Samoa | Estadio Pater Te Hono Nui, Papeete |                         |
|                              | Matalau 9' · Dau 17' 62' | Reporte   |       | Árbitro(s): Arnold Tari            | Árbitro(s): Arnold Tari |

| 18 de febrero de 2017, 16:00 | Islas Salomón                                                                             | 12:0 (5:0) | Samoa | Estadio Pater Te Hono Nui, Papeete |                         |
|                              | Mekawir 10' 19' 30' · Toata 29' · Kaoni 45+4' 67' 80' 88' · Kaena 53' 66' · Allen 57' 79' | Reporte    |       | Árbitro(s): Joel Hopken            | Árbitro(s): Joel Hopken |

| 18 de febrero de 2017, 19:00 | Nueva Zelanda                                               | 5:0 (2:0) | Fiyi | Estadio Pater Te Hono Nui, Papeete |                            |
|                              | Jones 12' 90+1' · Just 41' · Mata 76' · Spragg 90+4' (pen.) | Reporte   |      | Árbitro(s): Médéric Lacour         | Árbitro(s): Médéric Lacour |

## Segunda fase

### Semifinales
| 21 de febrero de 2017, 16:00 | Nueva Caledonia                  | 3:2 (1:0) | Islas Salomón           | Stade Mahina, Mahina       |                            |
|                              | Bako 23' · Jeno 68' · Longue 79' | Reporte   | Toata 63' · Allen 90+4' | Árbitro(s): Matthew Conger | Árbitro(s): Matthew Conger |

| 21 de febrero de 2017, 19:00 | Nueva Zelanda                 | 2:1 (1:1) | Papúa Nueva Guinea | Stade Mahina, Mahina       |                            |
|                              | Pukue 3' (a.g.) · Whyte 90+3' | Reporte   | Kerobin 34'        | Árbitro(s): Norbert Hauata | Árbitro(s): Norbert Hauata |

### Final
| 24 de febrero de 2017, 19:00 | Nueva Caledonia | 0:7 (0:2) | Nueva Zelanda                                                                 | Estadio Pater Te Hono Nui, Papeete |                            |
|                              |                 | Reporte   | Just 33' · Cacace 36' · Mata 62' 67' · Conroy 70' · Spragg 72' · Palmer 90+1' | Árbitro(s): Norbert Hauata         | Árbitro(s): Norbert Hauata |

| Bandera de Nueva Zelanda         |
| Campeón Nueva Zelanda 7.º título |

## Clasificados a laCopa Mundial de Fútbol Sub-17 de 2017
| Bandera de Nueva Caledonia | Bandera de Nueva Zelanda |
| Nueva Caledonia            | Nueva Zelanda            |
| -------------------------- | ------------------------ |

## Estadísticas

### Goleadores
| Jugador        | Selección          | Goles |
| -------------- | ------------------ | ----- |
| Charles Spragg | Nueva Zelanda      | 7     |
| Junior Kaoni   | Islas Salomón      | 5     |
| Barthy Kerobin | Papúa Nueva Guinea | 4     |
| Max Mata       | Nueva Zelanda      | 4     |
| Mattew Palmer  | Nueva Zelanda      | 4     |